# Alan Heusaff
Alan Heusaff (* 23. Juli 1921 in Saint-Yvi; † 1999 in Dublin) war ein bretonischer nationalistischer Aktivist und Linguist sowie Mitglied der Parti National Breton (PNB). 

## Leben
Während des Zweiten Weltkrieges war Heusaff ein führender Beamter des Bezen Perrot, einer bretonischen Einheit von Nationalisten, die vom deutschen Sicherheitsdienst (SD) als Hilfstruppe eingesetzt wurde. Im Dezember 1943 trat er als Offizier in die Waffen-SS ein. Nach der Niederlage des Dritten Reiches floh er nach Irland, um einem Todesurteil in Frankreich zu entgehen und lebte dort bis zu seinem Tod. In Irland gab er seine militante Tätigkeit zugunsten der Schaffung einer Föderation der keltischen Nationen (Keltische Liga) innerhalb der Europäischen Union auf.
| Personendaten    | Personendaten                                                                            |
| ---------------- | ---------------------------------------------------------------------------------------- |
| NAME             | Heusaff, Alan                                                                            |
| KURZBESCHREIBUNG | bretonischer nationalistischer Aktivist und Linguist, Mitglied der Parti National Breton |
| GEBURTSDATUM     | 23. Juli 1921                                                                            |
| GEBURTSORT       | Saint-Yvi                                                                                |
| STERBEDATUM      | 1999                                                                                     |
| STERBEORT        | Dublin, Irland                                                                           |